# Szarmatizmus
A szarmatizmus a Lengyel-Litván Unió (Két Nemzet Köztársasága) fennállása idején, a 16. és 18. század közötti időszak ideológiája és életstílusa. Az ó- és középkorban a Volga és a Visztula között élő iráni eredetű nomád szarmatákat tekintette őseinek a lengyel nemesség (szlachta).

## Jellemzői
A szarmatizmus a nemesség magasabbrendűségét, uralkodási jogát és kulturális különállását hirdeti, a nemesi múltat és demokráciát idealizálja. Nekik nagy történelemformáló szerepet tulajdonítva messianizmust hirdet: a Rzeczpospolitát (a Két Nemzet Köztársasága) a nyugati kereszténység fő védelmezőjének tartja a muszlim (török) és pravoszláv (orosz) veszéllyel szemben. A szarmatizmus ideológiája szerint a lengyel nemesség a szarmata harcosok utódának tekinthető, akik a népvándorlás kora óta uralkodnak a többségében szláv eredetű lengyel köznép felett.
A reformáció felekezeteivel szemben toleranciát hirdetett, bár a korszak lengyel és litván nemessége többségében mindvégig a katolicizmus híve maradt. A többség úgy tartja: az „igazi” lengyel ember nemes és harcos római katolikus, vallásossága a ceremóniák, külsőségek kedvelésében nyilvánul meg. Az eszmény a patriarchális-falusi életformát kedvelő földbirtokos és az ősi lovagi ideált megtestesítő katona. Ragaszkodik a régihez, szereti a pompát, hangsúlyozza öltözködésének lengyelségét.